# Мюгра
Мюгра — река в России, протекает по территории Кестеньгского сельского поселения Лоухского района Республики Карелии. Длина реки — 11 км.
Река берёт начало из озера Мюгро на высоте 151,0 м над уровнем моря и далее течёт преимущественно в северо-восточном направлении по заболоченной местности.
Река в общей сложности имеет пять малых притоков суммарной длиной 6,0 км.
Впадает на высоте 134,4 м над уровнем моря в реку Лопскую, впадающую в озеро Пажма, являющееся частью Ковдозера. Через последнее протекает река Ковда, впадающая, в свою очередь, в Белое море.
Населённые пункты на реке отсутствуют.
Код объекта в государственном водном реестре — 02020000612102000001333.